# Дијалекти румунског језика
Дијалекти румунског језика су варијатети румунског језика. Дијалекти су подијељени на два типа, сјеверни и јужни, али даље подјеле су мање јасне, тако да број дијалеката варира између два и двадесет. У најновијим радовима најзаступљенија је подјела на три јасна дијалекта која одговарају областима Влашке, Молдавије и Баната, и додатну групу варијатета који покривају Трансилванију, два дијалекта која се јасно разликују, у Кришани и Марамурешу, шта је укупно пет дијалеката.
Главни критеријум који се користи приликом класификације су фонетске карактеристике. Мању важност имају морфолошке, синтексне и лексичке појединости, јер су сувише мале да би правиле јасне разлике.
Сви дијалекти румунског језика су донекле међусобно разумљиви.

## Терминологија
Термин дијалект се понекад ибјегава када се говори о дако-романским варијатетима, посебно код румунских лингвиста, који сматрају да су дако-ромаски, цинцарски, меглено-влашки и истрорумунски језик „дијалекти” јединственог румунског језика. То дјелимично раде румунски лингвисти који су прихватили француску и њемачку употребу термина „дијалект”, као супротност енглеској употреби.
У француском и њемачком језику, дијалект се односи на блиско повезане али одвојене језике, чврсто повезане из културних и историјских разлога, у одређеном језичком односу. Нпр., шкотски језик ће бити дијалект енглеског језика према француском и њемачком значењу ове ријечи, али није дијалект према енглеском значењу.

## Класификација
Разни аутори, с обзиром на различите критеријуме класификације, направили су различите класификације и подијелили су језик на два до пет дијалеката, а некад чак и двадесет:
- 2 дијалекта: влашки и молдавски;[3]
- 3 дијалекта: влашки, молдавски и банатски;[4]
- 4 дијалекта: влашки, молдавски, банатски и кришански;[5]
- 4 дијалекта: влашки, молдавски, банатско-хунедоарски и сјевернотрансилванијски;[6]
- 5 дијалеката: влашки, молдавски, банатски, кришански и марамурешки;[7]
- 20 дијалеката.[8]

Већина савремених класификација дијели румунске дијалекте у двије врсте, јужне и сјеверне, из чега слиједи:
- Сјеверни тип има само једног члана:
  - Влашки дијалект, говори се у јужном дијелу Румуније, у историјским областима Мунтенија, Олтенија, Добруџа (јужни дио), али се такође простире и у јужном дијелу Трансилваније. Ортоеопија као и други аспекти стандардног румунског су у великој мјерни засновани на овом дијалекту.[9][10][11]
- Јужни тип садржи неколико дијалеката:
  - Молдавски дијалект, говори се у историјској области Молдавија, сада подијељена између Румуније, Републике Молдавије и Украјине (Буковина и Бесарабија[12]), као и у сјеверној Добруџи:
  - Банатски дијалект, говори се у историјској области Банат, укључујући дијелове Србије;
  - Група трансилванијских варијатета, међу којима се често разликују два или три варијатета, кришански, марамурешки и понекад оашки дијалект.[13] Ова подјела, међутим, теже је одређена него за друге дијалекте, јер су трансилванијски варијатети много прецизније подијељени и показују особине које доказују да су прелазни варијатети сусједних дијалеката.